# Ubaldina Valoyes
Ubaldina Valoyes Cuesta (* 6. Juli 1982 in Quibdó) ist eine ehemalige kolumbianische Gewichtheberin.

## Karriere
Ubaldina Valoyes gewann bei den Panamerikanischen Spielen 2003 Gold in der Klasse bis 63 kg. Diesen Erfolg konnte sie bei den Austragungen in den Jahren 2007, 2011 und 2015 in der Klasse bis 75 kg wiederholen.
Darüber hinaus nahm Valoyes zwischen 2004 und 2016 an insgesamt vier Olympischen Spielen teil. Nach einem achten Platz 2004 sowie einem vierten Platz 2008 in Peking, wurde sie bei den Olympischen Sommerspielen 2012 in London zunächst Sechste in der Klasse bis 69 kg. Da jedoch drei Athletinnen, die vor ihr platziert allesamt wegen Doping disqualifiziert wurden, wurde ihr nachträglich die Bronzemedaille zugesprochen. Bei ihrer letzten Olympiateilnahme in Rio de Janeiro 2016 verpasst sie als Vierte in der Klasse bis 69 kg eine weitere Medaille.
Bei den Zentralamerika- und Karibikspielen gewann Valoyes zwischen 2006 und 2014 insgesamt acht Goldmedaillen. Des Weiteren wurde sie 2010 und 2014 in allen drei Disziplinen Panamerikanische Meisterin.